# アッサリフ・イスマイル・アルマリク
アッサリフ・イスマイル・アルマリク（1164年 - 1181年）は、シリアを支配したセルジューク朝系のアタベク政権であるザンギー朝の第3代君主（在位：1174年 - 1181年）。

## 生涯
第2代君主・ヌールッディーン・マフムードの子。父のヌールッディーンが1174年に急死したため、わずか11歳で後を継いだ。だが、幼主が後を継いだことでモースルのサイフッディーン・ガーズィー2世、十字軍からの侵攻が一転して激しくなり、やむなく居所をダマスカスからアレッポに移した。主のいなくなったダマスカスには、アッサリフ(サリーフ)の後見人イブン・アルムカッダムの要請によってアイユーブ朝のサラーフッディーン（サラディン）が入城した。
アレッポに入ったサリーフはトルコ人将軍グムシュテギーンの保護下に置かれ、グムシュテギーンはサラディンに対する不満分子を糾合、モースルと連合してサラディンと対立した。1175年春サラディンはアレッポ・モースルの連合軍に勝利し、同年にアッバース朝のカリフ、ムスタディーがサラディンのエジプト・シリアの支配を承認すると、サラディンはサリーフからの独立の意思を表明した。
1181年に18歳で死去した。